# Sarcophaga nipponensis
Sarcophaga nipponensis är en tvåvingeart som först beskrevs av Shinonaga och Matsudaira 1970.  Sarcophaga nipponensis ingår i släktet Sarcophaga och familjen köttflugor. Inga underarter finns listade i Catalogue of Life.